# أريج الحمادي
أريج أحمد محمد سالم الحمادي (من مواليد 13 فبراير 1986) هي لاعبة كرة قدم إماراتية تلعب كلاعب خط وسط. حاليًا تلعب في نادي بريسيشن فوتبول. لعبت سابقًا لصالح نادي الوحدة ونادي أبوظبي الريفي ومثلت منتخب الإمارات العربية المتحدة لكرة القدم للسيدات. بعد فوزها بجميع الجوائز الوطنية الكبرى كلاعبة، تُعتبر على نطاق واسع واحدة من أكثر لاعبات كرة القدم النسائية تأثيرًا في الإمارات العربية المتحدة.

## المسيرة الكروية
بدأت الحمادي مسيرتها باللعب مع عائلتها وفي البطولات التي سمحت بمشاركة السيدات. ثم لعبت لفريق السيدات في جامعتها، قبل أن تلعب في دوريات مجتمعية مكونة من سبعة لاعبين، مثل اتحاد كرة القدم للسيدات في دبي حيث اكتشفت للمنتخب الوطني.

### مع الأندية
بدأت الحمادي مسيرتها مع الوحدة قبل أن تنتقل إلى نادي أبوظبي في يوليو 2016. ظهرت في بطولة الأندية النسائية 2019 التي أقيمت في العقبة، الأردن، وسجلت هدفين لتقود الفريق إلى النصر في مباراته الأخيرة بالمجموعة.
لعبت مع فريق فيوليز في بطولة خمسة أهداف لنيمار جونيور، وهي بطولة مكونة من خمسة لاعبين. وفي عام 2022، لعبت مع نادي أونيكس في دوري الإمارات للسيدات لكرة القدم، وحصلت على المركز الثاني. في موسم 2023-2024، لعبت مع فريق بريسيشن فوتبول وحصلت على المركز الثاني في دوري الإمارات لكرة القدم للسيدات.

### المسيرة الدولية
في أغسطس 2015، فازت بأول مباراة دولية لها مع منتخب الإمارات العربية المتحدة للسيدات، وشاركت في كأس أفروديت 2015 في قبرص، وتصفيات كأس آسيا للسيدات 2018 في طاجيكستان، وبطولة اتحاد غرب آسيا للسيدات 2019 في البحرين.
وشاركت في التصفيات المؤهلة لكأس آسيا 2022 ، على الرغم من فشل الإمارات في الوصول إلى النهائيات. كما تدرب الحمادي ولعب ضمن صفوف المنتخب الوطني الإماراتي لكرة الصالات.

## السجلات
وهي تحمل رقمين قياسيين عالميين في موسوعة غينيس في الرياضة. أحدها في خطوة سريعة في عام 2020.

## الأهداف الدولية
| #  | تاريخ         | مكان                                            | الخصم    | نتيجة | حصيلة | المنافسة | مراجع |
| -- | ------------- | ----------------------------------------------- | -------- | ----- | ----- | -------- | ----- |
| 1. | 22 أغسطس 2021 | ملعب ذياب عوانة، دبي ، الإمارات العربية المتحدة | المالديف | 1 –0  | 5-1   | ودي      | [ 9 ] |